# Харбах
Харбах (њем. Haarbach) општина је у њемачкој савезној држави Баварска. Једно је од 38 општинских средишта округа Пасау. Према процјени из 2010. у општини је живјело 2.587 становника. Посједује регионалну шифру (AGS) 9275125.

## Географски и демографски подаци
Харбах се налази у савезној држави Баварска у округу Пасау. Општина се налази на надморској висини од 380 метара. Површина општине износи 47,7 km². У самом мјесту је, према процјени из 2010. године, живјело 2.587 становника. Просјечна густина становништва износи 54 становника/km².